# 東雲めぐ
東雲 めぐ（しののめ めぐ）は、日本のバーチャルアイドル。YouTubeやSHOWROOMなどで活動している。

## 概要
3DCGアニメーション「うたっておんぷっコ♪」に登場するキャラクター。
2018年3月1日、動画配信サービス・SHOWROOMにて初の「バーチャルSHOWROOMER」として活動を開始。のちにYouTubeにてバーチャルYouTuberとしても活動する。
東京にある日和丘高等学校に在学中。自身で作詞作曲を手掛けたり、絵本作家としても活躍するマルチクリエイター。将来の夢は歌手になること、歌でみんなを幸せにすること。好きな食べ物はプリン、オムライス、甘いもの、ゴーヤーチャンプルー・アイスクリーム。好きな色はピンク、黄色。好きな動物はイヌ、ウサギ。趣味は歌をうたうこと、イヌの散歩、一人カラオケ、ホルンを吹くこと。ペットはミニチュアダックスフント「くうちゃん」「はーちゃん」。部活は吹奏楽（ホルン）。
生年月日は2002年4月6日（23歳）。星座はおひつじ座。家族構成は父、母、兄。血液型はO型。身長は150cm。靴のサイズは22.5cm。純日本人では無く、祖母がロシア人のクォーター。
コンサートやイベント出演、ライブ配信、ラジオ配信、ゲーム実況などの活動をしている。
「たくあんマン」「とらんぴ」「チョコチップマッチョ鬼」「デジルマン」「くーちゃん」などのキャラクターもいる。
株式会社Gugenka（旧 株式会社シーエスレポーターズ）のキャラクターとして誕生。株式会社Gugenka、株式会社エクシヴィ、SHOWROOM株式会社の3社が連携し、SHOWROOMでの配信を行ったことが初めての活動となる。
2021年9月21日より、株式会社Gugenkaのバーチャルタレント事業撤退に伴いフリーランスとなる。

## 来歴
- 2018年3月1日、初の「バーチャルSHOWROOMER」として活動を開始。
- 2018年9月、VTuberコンテストイベント「VER.（バージョンドット）」の名誉応援団長に就任。バーチャルアバターを使ってVTuberデビュー[4]。
- 2019年5月、1stシングル「fun fun fan」を配信リリース[5]。
- 2019年7月、東雲めぐ作のキャラクター「たくあんマン」「とらんぴ」がテレビ東京系「おはスタ」内アニメ「れいぞうこのつけのすけ!」に出演[6]。
- 2020年4 - 7月、VRミュージカル「人魚姫」に出演[7]。
- 2021年2月、さっぽろ雪まつり現地開催中止を受けて開催された「バーチャル雪まつり2021」に出演[8]。

## ディスコグラフィ
- fun fun fan（2019年5月配信）
- ぐみのうた（2019年6月24日配信）
- そうさ！おんぷっコ♪（2019年7月1日配信）
- Happy Free!（2019年7月8日配信）
- FUNKY MONKEY LOVE feat.キツネDJ（2019年7月15日配信）

### 参加作品
- 私立恵比寿中学「明日もきっと70点」（2019年3月13日発売、アルバム「MUSiC」に収録）[9]

## 出演
- ラジオ放送「女子高生のめざましNEWS♪」（Voicy、平日朝7:30 - ）※
- SHOWROOM朝配信（YouTube、平日朝7:30 - ）※ラジオ放送とSHOWROOM配信は1週間ごと交代で行う
- ゲーム実況（Mirrativ、金曜夜20:00 - ）
- はぴふり! 東雲めぐちゃんのお部屋♪（YouTube、日曜夜19:00 - ）

### VRライブ
- 東雲めぐ SPECIAL LIVE

2018年11月24日・25日 沖縄市ミュージックタウン音市場『OTAKU FES in OKINAWA』
- 東雲めぐ1st VRライブ

2019年3月30日 VRライブプラットフォーム「SHOWSTAGE」

### VRミュージカル
- VRミュージカル『人魚姫』

VRライブプラットフォーム「VARK」によるVRミュージカル。
- 第1公演：2020年6月7日
- 第2公演：2020年7月12日
- 第3公演 - 2020年8月8日
- 第4公演 - 中止
- キャスト

人魚姫（マーシャ） - 東雲めぐ
王子（レン） - 島﨑信長
魔女（アウロラ/バーガス） - 中尾隆聖
- スタッフ

脚本 - 黒木久勝
演出 - Gugenka® 並松翔
製作 - Gugenka® / VARKクリエイティブチーム
協力 - マイシアターD.D.
楽曲 - 24P